# Lásky Kačenky Strnadové
Lásky Kačenky Strnadové je československá filmová komedie z roku 1926, kterou režíroval Svatopluk Innemann, a v níž jednu z hlavních rolí vytvořil Vlasta Burian.

## Úvod
Po úspěchu, kterého dosáhli s filmem Falešná kočička, spojilo trio Skružný-Innemann-Burian opět své síly a ve stejném roce se v československých kinech objevuje jejich další společný film Lásky Kačenky Strnadové, který byl natočen podle Skružného románu Deník Kačenky Strnadové. Film se stal třetím a předposledním němým filmem Vlasty Buriana.

## Obsazení
| Zdena Kavková           | Kačenka Strnadová                 |
| Vlasta Burian           | Vincek Kroutil, čeledín           |
| Jiří Sedláček           | Ing. Romanovský                   |
| Bronislava Livia        | filmová hvězda                    |
| Rudolf Sůva             | hostinský Jurásek, Kačenčin strýc |
| Betty Kysilková         | Hroznata Šnytlíková, hokynářka    |
| L. H. Struna            | vůdce lupičů                      |
| Josef Šváb-Malostranský | uzenář                            |
| Milada Smolíková        | uzenářova žena                    |
| Jaroslav Marvan         | David Hradecký, senátor           |
| Čeněk Šlégl             | návštěvník u senátora             |
| Svatopluk Innemann      | filmový režisér                   |
| Bedřich Bozděch         | Felix Čihánek, svůdce             |
| Willy Ströminger        | chasník                           |
| Elsa Vetešníková        | děvečka                           |
| František Jerhot        | strážník                          |
| Saša Dobrovolná         | babička                           |
| Ada Velický             | žadatel o místo                   |

## Synopse
Kačenka Strnadová (Kavková), mladé děvče, které jde sloužit do Prahy. Zamiluje se do elegána Ing. Richarda Romanovského (Sedláček). Později zjistí, díky svému milému čeledínu Vincku Kroutilovi (Burian), že je podvodník, zloděj a lhář. Příhody, obou hlavních, představitelů končí na větvi, kde se oba (Kačenka a Vincek) objímají, ta se však utrhne a oba skončí ve studené vodě…